# Ječmen, Grabštanj
Ječmen (nemško Klein Venedig) je naselje v Občini Grabštanj v Okraju Celovec-dežela na Koroškem v Avstriji.